# Maurice Costello

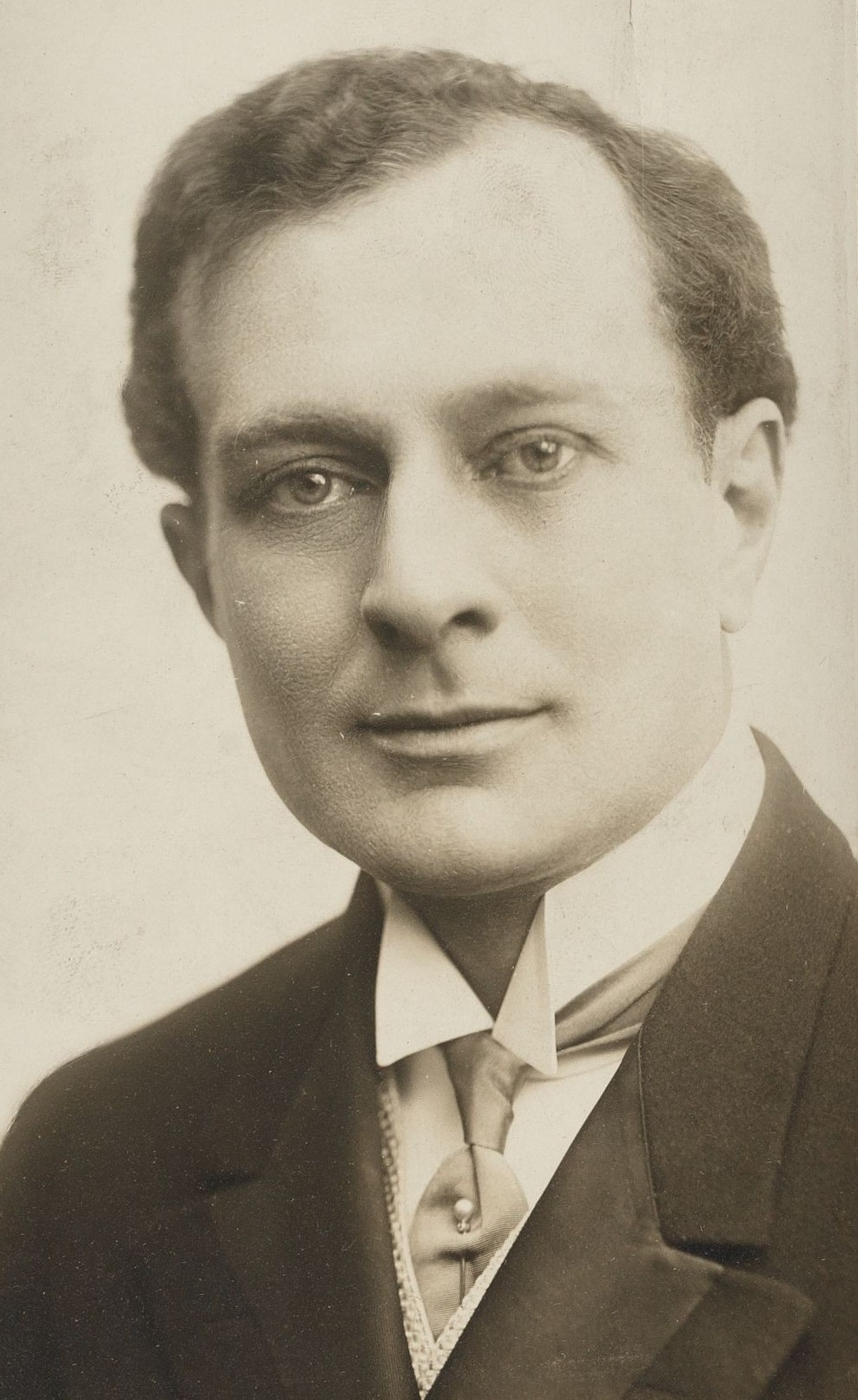
Maurice Costello (vor 1916)

Maurice George Costello (* 22. Februar 1877 in Pittsburgh, Pennsylvania; † 28. Oktober 1950 in Hollywood, Kalifornien) war ein US-amerikanischer Schauspieler und Stummfilmregisseur.

## Leben und Karriere
Maurice Costello war Sohn irischer Immigranten und trat bereits mit 17 Jahren in Vaudeville-Theatern seiner Umgebung auf, nachdem er zuvor als Botenjunge gearbeitet hatte. Schon um die Jahrhundertwende wurde er ein bekannter Schauspieler. Wie viele Theaterschauspieler seiner Zeit sah Costello zunächst auf das Filmgeschäft eher abschätzig herab, doch da er eine Familie zu ernähren hatte, wandte er sich schließlich als einer der ersten namhaften Broadway-Darsteller dem lukrativen Filmgeschäft zu. Im Jahre 1905 drehte er seine ersten Filme für die Edison Studios von Thomas Alva Edison. Durch den noch im selben Jahr entstandenen Kurzfilm Adventures of Sherlock Holmes; or, Held for Ransom gilt Costello heute als erster namentlich bekannter Schauspieler, der in einem Film Sherlock Holmes darstellte (die Namen von Darstellern noch früherer Holmes-Filme sind heute nicht mehr ermittelbar). Im Jahre 1907 wechselte er von Edison zum Studio Vitagraph, wo er zahlreiche hervorstechende Hauptrollen in Literaturverfilmungen übernahm: Antonius in Antonius und Cleopatra (1908), Lysander in Ein Sommernachtstraum (1909), Jean Valjean in Die Elenden (1909) und Sydney Carton in Eine Geschichte aus zwei Städten (1911). In einem Film von 1911 spielte er auch Jesus von Nazaret. 
Maurice Costello war einer der ersten Filmschauspieler, dessen Name beim Publikum Prominenz gewann und der darauf bestand, dass sein Name im Vorspann erwähnt wurde, was damals ungewöhnlich war. In der Umfrage einer Zeitung wurde er 1912 zu einem der beliebtesten Filmschauspieler gewählt, ebenfalls wurde ein Theater am Broadway nach ihm benannt. Ein Zeitungsartikel dieser Zeit schrieb sogar: „Ohne den geringsten Zweifel der beliebteste männliche Star des Kinos weltweit“. Der wohlhabende und gefragte Costello zeigte sich jedoch mit dem Starruhm überfordert – so bekam er zahllose Heiratsanträge von weiblichen Fans zugeschickt – und litt zunehmend unter Alkoholproblemen. Es gab einen Skandal, als bekannt wurde, dass er seine Frau Mae im betrunkenen Zustand geschlagen hatte, wofür er sich später entschuldigte. Mae verließ ihn anschließend mit den gemeinsamen zwei Kindern – Dolores Costello und Helene Costello, die beide später selbst Filmstars wurden. Das Verhältnis zu seinen Töchtern war daher meist schwierig. Dolores heiratete später den Film- und Theaterstar John Barrymore, dadurch ist Schauspielerin Drew Barrymore eine Urenkelin von Maurice Costello. 
Ab 1913 betätigte Costello sich auch als Filmregisseur, bis 1915 drehte er schon 80 Kurzfilme, während er gleichzeitig noch als gefeierter Schauspieler arbeitete. Durch seinen beruflichen Stress erlitt er 1915 einen Nervenzusammenbruch, der lange behandelt werden musste und ihn äußerlich sichtlich älter werden ließ. Im folgenden Jahr kehrte er in einem mit Spannung erwarteten Comeback zum Film zurück, doch konnte er nicht mehr an alte Erfolge anknüpfen: Costello hatte zuvor meist Rollen als attraktiver Liebhaber gespielt, doch mit ergrautem Haar bekam er dann nur noch Angebote für Nebenrollen. Mit dem Wechsel zum Tonfilm war Costello ab 1929 praktisch ohne Beschäftigung. Erst Mitte der 1930er Jahre erhielt der in Vergessenheit geratene Darsteller wieder Engagements für Filmauftritte, doch bis zu seinem letzten Film 1945 waren dies lediglich noch unbedeutende Kleinstrollen, bei Citizen Kane von Orson Welles wirkte er sogar nur als Statist mit. Völlig mittellos geworden musste er seine entfremdeten Töchter Ende der 1930er Jahre in einem Gerichtsverfahren auf finanzielle Unterstützung verklagen. Seine letzten Jahre verbrachte Costello im Motion Picture and Television Country House, einem Altersheim für Filmschaffende. Er verstarb 1950 im Alter von 73 Jahren an den Folgen einer Herzerkrankung. In einem seiner letzten Interviews sagte Costello über seinen tiefen Fall vom Filmstar zum Statisten:
"Oh, well it's better to be a has-been than a never-was."

„Nun gut, es ist besser früher jemand gewesen zu sein, als nie jemand gewesen zu sein.“
Für seine Filmarbeit ist Maurice Costello ein Stern auf dem Hollywood Walk of Fame gewidmet.

## Filmografie (Auswahl)
- 1905: Adventures of Sherlock Holmes; or, Held for Ransom
- 1908: Antony and Cleopatra
- 1909: Les Misérables
- 1909: A Midsummer Night’s Dream
- 1910: Uncle Tom’s Cabin
- 1910: Over the Garden Wall
- 1911: A Tale of Two Cities
- 1911: The Battle Hymn of the Republic
- 1913: The Wrath of Osaka
- 1914: Through Life’s Window
- 1916: The Crimson Stain Mystery
- 1919: The Man Who Won
- 1921: Conceit
- 1923: Man and Wife
- 1924: Eine namenlose Geschichte (The Story Without a Name)
- 1926: Die Kameliendame (Camille)
- 1927: Johnny Get Your Hair Cut
- 1928: Zirkusleben (The Wagon Show)
- 1934: Search for Beauty
- 1936: Hollywood Boulevard
- 1939: Die wilden Zwanziger (The Roaring Twenties)
- 1939: Mr. Smith geht nach Washington (Mr. Smith Goes to Washington)
- 1939: Drunter und drüber (It’s a Wonderful World)
- 1940: Der Auslandskorrespondent (Foreign Correspondent)
- 1940: Der große Edison (Edison, the Man)
- 1940: Der Herr der sieben Meere (The Sea Hawk)
- 1940: Hölle, wo ist dein Sieg? (All This and Heaven Too)
- 1941: Urlaub vom Himmel (Here Comes Mr. Jordan)
- 1941: Citizen Kane
- 1942: Piraten im karibischen Meer (Reap the Wild Wind)
- 1942: Der gläserne Schlüssel (The Glass Key)
- 1943: Du Barry Was a Lady
- 1945: Seine Frau ist meine Frau (Guest Wife)